# Alicia Machado
Yoseph Alicia Machado Fajardo (Maracay, 6 dicembre 1976) è una modella e attrice venezuelana, eletta Miss Universo 1996.

## Carriera
Vincitrice del concorso di Miss Venezuela nel 1995, in rappresentanza dello stato di Yaracuy, Alicia Machado viene incoronata Miss Universo il 17 maggio 1996 a Las Vegas. Durante l'anno da Miss Universo, Alicia Machado rischia di perdere il titolo perché giudicata troppo grassa.
Dopo una apparizione cameo nel serial statunitense La tata, nel 1998 debutta come attrice nella telenovela Samantha, dove interpreta il ruolo della protagonista, a cui segue Infierno en el Paraiso ed una piccola parte nella popolare Secreto de Amor del 2001. 
Nel 2005 partecipa alla versione spagnola del reality show La fattoria (La Granja de los famosos), suscitando grande scandalo per essere stata ripresa mentre aveva un rapporto sessuale con un altro concorrente. Lo scandalo pone fine alla sua relazione con il fidanzato Bobby Abreu. Nel 2006 partecipa al reality show Cantando Por Un Sueño.
Nel 2009 è nel cast diː Atrévete a soñar.
Alicia Machado è apparsa sulla copertina dell'edizione messicana di Playboy nel numero di febbraio 2006, diventando l'unica Miss Universo ad aver posato nuda per Playboy.